# Parco nazionale Ånderdalen
Il parco nazionale Ånderdalen è un parco nazionale della Norvegia, nella contea di Troms. È stato istituito nel 1970 e ampliato nel 2004. Occupa una superficie di 125 km².

## Territorio
Il parco si trova sull'isola di Senja e occupa una superficie di 125 km². L'isola è caratterizzata da numerosi laghi e da alberi secolari, con alcuni esemplari che raggiungono i 500 anni. Nella parte nord del parco si trovano i picchi di Kaperfjellet e di Tverfjellet.